# Roland Kerschbaum
Roland Peter Kerschbaum (* 9. Jänner 1968 in Salzburg) ist ein österreichischer Geistlicher und Kunsthistoriker in der Erzdiözese Salzburg.
Roland Kerschbaum studierte Katholische Theologie in Salzburg und Innsbruck und wurde 1995 von Erzbischof Georg Eder zum Priester geweiht. Seit 2001 ist Kerschbaum Pfarrer in Elsbethen und studierte daneben Kunstgeschichte und Geschichte. Mit 2003 Ehrenkanoniker im Stift Mattsee wurde er 2008 von Kapitel zum Kanoniker gewählt und von Erzbischof Alois Kothgasser bestätigt. Kerschbaum hat seit 2006 an der theologischen Fakultät der Universität Salzburg einen Lehrauftrag für christliche Kunst und Diözesangeschichte. 2011 wurde er Diözesankonservator in der Nachfolge von Johannes Neuhardt.

## Veröffentlichungen
- Die Kanzellandschaft in den Salzburger Kirchen. Künstlerische Entwicklungslinien des liturgischen Verkündigungsortes vom 16. bis 18. Jahrhundert. Magisterarbeit Universität Salzburg 2003.
- Pfarrkirche Mariä Himmelfahrt und hl. Michael. Gnigl Salzburg. Fotos von Reinhard Weidl, Kirchenführer, Verlag St. Peter, Salzburg 2009.
- Pfarrkirche zum hl. Leonhard in Leogang. Kirchenführer, Verlag St. Peter, Salzburg 2009.
- Stiftspfarrkirche St. Michael in Mattsee. Kirchenführer, Stiftspfarre Mattsee, Verlag St. Peter, Salzburg 2010.
- St. Pankraz am Haunsberg. Geschichte, Kunst, Spiritualität. Fotos von Reinhard Weidl, Kirchenführer, Pfarre Nußdorf am Haunsberg, Verlag St. Peter, Salzburg 2011.
- Die Kirchen von Kuchl. Fotos von Reinhard Weidl, Kath. Pfarramt Kuchl, Kirchenführer, Verlag St. Peter, Salzburg 2012.
- Roland Kerschbaum (Redaktion): Pfarrkirche zum hl. Georg in Bergheim. Hrsg.: Kath. Pfarramt Bergheim (= Christliche Kunststätten Österreichs. Nr. 537). 1. Auflage. Verlag St. Peter, Salzburg 2012 (pfarrebergheim.com [PDF]).
- Lichterketten. Der spirituelle Adventsbegleiter. Katholisches Bibelwerk, Stuttgart 2013, ISBN 978-3-460-27155-5.
- Kirchenkunst des 19. Jahrhunderts in der Erzdiözese Salzburg: Erhaltenes, Verschwundenes und Wiedererstandenes. Dissertation Universität Salzburg 2016.